# إيالة أرضروم
ايالة أرضروم(بالتركية العثمانية: ايالت ارضوم) إيالة عثمانية كانت تضم أجزاء من تركيا.